# Promethes striatus
Promethes striatus là một loài tò vò trong họ Ichneumonidae.